# 黒氏康博
黒氏 康博（くろうじ やすひろ、1964年2月13日 - ）は、NHKの元シニアアナウンサー。

## 人物
- 長崎県立長崎北高等学校を経て慶應義塾大学文学部卒業後、1988年に入局した。
- 入局後は、各地の高校野球を含め、主にスポーツ中継を担当してきた。
- 2022年よりラジオセンターに所属し、「ラジオ深夜便」制作班に所属している。

## 過去の出演番組
- 大分県のニュース・気象情報・中継・高校野球中継
- 愛媛県・四国地方のニュース・中継・高校野球中継
- NHKプロ野球他スポーツ中継・メジャーリーグ・アメリカンフットボール・ラグビー
- 津発ラジオ深夜便（2012年1月27日）
- アナウンス統括
- ほっとイブニングみえ（編集責任者、キャスター代行など）
- NHKジャーナル（2012年8月20日 - 24日）キャスター代行
- 熊本のニュース・気象情報・高校野球中継
- 令和2年長崎平和記念式典（長崎原爆犠牲者慰霊平和祈念式典）（2020年8月9日）進行
- 長崎県のニュース
- 各種スポーツ中継
- イブニング長崎（不定期・渡辺健太、木花牧雄のキャスター代行など）